# Stepnói (Kanevskaya, Krasnodar)
Stepnói (del ruso: Степной) es un posiólok del raión de Kanevskaya del krai de Krasnodar, en el sur de Rusia. Está situado en la orilla derecha del río Sujói Chelbas, afluente del río Sredni Chelbas, tributario del Chelbas, 21 km al suroeste de Kanevskaya y 99 km al norte de Krasnodar, la capital del krai. Tenía 424 habitantes en 2010.
Pertenece al municipio Kubanskostepnoye.